# 芸術心理学
芸術心理学（Psychology of art、美術心理学）とは、広い視点から見た「芸術」と、その生産の知覚や認知、特性などを研究する、心理学の学際的な分野である。芸術心理学は、神経医学を含む美学の心理学と、環境心理学に関連する。芸術の心理学には、芸術に対する心理的反応の質的調査のための実験的方法と、神経画像による神経生物学的相関の実証的研究が含まれる。

## 歴史
心理学を美術史と統合した最も初期の人物の1人は、ハインリッヒ・ヴェルフリンであり、彼の論文(1886) は、純粋に心理学から建築を理解できることを示そうとした。
芸術心理学の発展におけるもう1つの重要な人物は、表現主義芸術の初期の理論的正当化のいくつかを提供したヴィルヘルム ウォリンガーだった。Lev Vygotsky(1896–1934)による芸術の心理学(1925)は、もう1つの古典的な作品である。リヒャルト・ミュラー＝フライエンフェルスは、もう一人の重要な初期の理論家だった。ドイツ・ミュンヘンに拠点を置く研究心理学者のテオドール・リップスの作品は、20世紀初頭の芸術心理学の概念の初期の発展において、重要な役割を果たした。この点において、彼が果たした最大の貢献は、「共感・感情移入（ドイツ語：Einfuehlung / 心理学用語）」の問題を理論化しようとしたことである。これは、その後の芸術心理学の多くの理論において、重要な要素となる用語となった。